# Brachygastra
Brachygastra (=Nectarina) — род общественных ос семейства Vespidae.

## Распространение
Неотропика: от южного Техаса (США) до северной Аргентины (Hogue, 1993).

## Описание
Длина около 1 см. Эти осы уникальны тем, что они единственные, кроме пчёл, насекомые, которые способны запасать нектар и продуцировать мёд. Один из видов так и называется, Мексиканская медоносная оса (Mexican Honey Wasp, Brachygastra mellifica (Say, 1837)). Их огромные бумажные гнёзда (до 50 см в диаметре, в которых до 10000 ос) располагаются в кроне деревьев.
Индейцы Мексики и Бразилии научились добывать из них мед.

## Систематика
Около 12 видов (Naumann, 1968). Относится к трибе Epiponini.
- Brachygastra lecheguana (Latreille, 1824)
- Brachygastra mellifica (Say, 1837)
- Другие виды